# 扇橋
扇橋（おうぎばし）は、東京都江東区の町名。現行行政地名は扇橋一丁目から扇橋三丁目。住居表示実施済区域。

## 地理
東京都江東区の北部に位置する。深川地域に属する。北で猿江、東で北砂、南で海辺、西で白河と接する。町域の北辺を小名木川、東辺を横十間川、西辺を大横川と接する。一丁目のみ富岡八幡宮氏子で、二丁目と三丁目は宇迦八幡宮の氏子。

## 歴史

### 地名の由来
慶長年間に、付近に「扇橋」という名の橋があったことから深川扇橋町と名づけられたといわれる。その後、1870年（明治3年）に町の東側部分が独立し、深川東扇橋町となる。1936年（昭和11年）に深川東扇橋町、深川石島町の一部、深川海辺町の一部を合併し深川扇橋となった。長らくこの町名が続いたが、1968年（昭和43年）の住居表示実施時に「深川」が外され、現在の扇橋となった。

## 世帯数と人口
2023年（令和5年）1月1日現在（東京都発表）の世帯数と人口は以下の通りである。
| 丁目       | 世帯数    | 人口    |
| ---------- | --------- | ------- |
| 扇橋一丁目 | 1,807世帯 | 4,178人 |
| 扇橋二丁目 | 1,533世帯 | 2,649人 |
| 扇橋三丁目 | 1,567世帯 | 2,905人 |
| 計         | 4,907世帯 | 9,732人 |

### 人口の変遷
国勢調査による人口の推移。
| 年                 | 人口  |
| ------------------ | ----- |
| 1995年（平成7年）  | 4,695 |
| 2000年（平成12年） | 5,159 |
| 2005年（平成17年） | 5,783 |
| 2010年（平成22年） | 5,674 |
| 2015年（平成27年） | 7,439 |
| 2020年（令和2年）  | 9,574 |

### 世帯数の変遷
国勢調査による世帯数の推移。
| 年                 | 世帯数 |
| ------------------ | ------ |
| 1995年（平成7年）  | 1,968  |
| 2000年（平成12年） | 2,200  |
| 2005年（平成17年） | 2,586  |
| 2010年（平成22年） | 2,673  |
| 2015年（平成27年） | 3,697  |
| 2020年（令和2年）  | 4,726  |

## 学区
区立小・中学校に通う場合、学区は以下の通りとなる（2023年4月時点）。
| 丁目       | 番地             | 小学校             | 中学校                 |
| ---------- | ---------------- | ------------------ | ---------------------- |
| 扇橋一丁目 | 全域             | 江東区立扇橋小学校 | 江東区立深川第四中学校 |
| 扇橋二丁目 | 以下の番地を除く | 江東区立扇橋小学校 | 江東区立深川第四中学校 |
| 扇橋二丁目 | 10番3号          | 江東区立東川小学校 | 江東区立深川第七中学校 |
| 扇橋三丁目 | 全域             | 江東区立川南小学校 | 江東区立深川第四中学校 |

## 交通

### バス
都営バス（東京都交通局）
- 扇橋1丁目（清洲橋通り）
  - 錦13
    - 錦糸町駅前行
    - 晴海埠頭行

  - 秋26
    - 葛西駅前行
    - 秋葉原駅前行
- 扇橋2丁目（四ツ目通り/清洲橋通り）
  - 錦22
    - 錦糸町駅前行
    - 臨海車庫行

  - 東22
    - 錦糸町駅前行
    - 東陽町駅前・東京駅丸の内北口行

  - 秋26
    - 葛西駅前行
    - 秋葉原駅前行
- 扇橋3丁目（清洲橋通り）
  - 秋26
    - 葛西駅前行
    - 秋葉原駅前行

### 道路
都道
- 東京都道465号深川吾嬬町線（四ツ目通り）
- 東京都道474号浜町北砂町線（清洲橋通り）

橋梁
- 横十間川に架かる橋
  - 岩井橋
  - 三島橋
  - 水門橋
  - クローバー橋
- 小名木川に架かる橋
  - 新扇橋
  - 小松橋
  - 小名木川橋
  - クローバー橋
- 大横川に架かる橋
  - 扇橋
  - 亥之堀橋

## 事業所
2021年（令和3年）現在の経済センサス調査による事業所数と従業員数は以下の通りである。
| 丁目       | 事業所数  | 従業員数 |
| ---------- | --------- | -------- |
| 扇橋一丁目 | 65事業所  | 419人    |
| 扇橋二丁目 | 110事業所 | 677人    |
| 扇橋三丁目 | 79事業所  | 618人    |
| 計         | 254事業所 | 1,714人  |

### 事業者数の変遷
経済センサスによる事業所数の推移。
| 年                 | 事業者数 |
| ------------------ | -------- |
| 2016年（平成28年） | 270      |
| 2021年（令和3年）  | 254      |

### 従業員数の変遷
経済センサスによる従業員数の推移。
| 年                 | 従業員数 |
| ------------------ | -------- |
| 2016年（平成28年） | 1,711    |
| 2021年（令和3年）  | 1,714    |

## 施設
- 江東区役所小松橋出張所
- 横十間川親水公園

## 史跡
- 西岸寺

## その他

### 日本郵便
- 郵便番号 : 135-0011[3]（集配局 : 深川郵便局[15]）。